# بزرگ‌راه ۱۱ انتاریو
بزرگراه ۱۱ انتاریو (انگلیسی: Ontario Highway 11) معمولاً به عنوان بزرگراه ۱۱ شناخته می‌شود، بزرگراهی است که به صورت استانی در استان انتاریو امتداد دارد. این بزرگراه با ۱۷۸۴٫۹ کیلومتر (۱۱۰۹٫۱ مایل) دومین بزرگراه طولانی استان است که بعد از بزرگراه ۱۷ انتاریو در این استان ادامه می‌یابد.